# Michelle de France
Titres
Duchesse de Bourgogne, comtesse de Flandre, de Bourgogne et d'Artois
10 septembre 1419 – 8 juillet 1422
(2 ans, 9 mois et 28 jours)
Comtesse de Charolais
juin 1409 – 8 juillet 1422
(13 ans et 1 mois)
Michelle de France, ou Michelle de Valois, née le 11 janvier 1395 à Paris et morte le 8 juillet 1422 à Gand, est une des filles du roi Charles VI de France et d'Isabeau de Bavière. Elle fut la première épouse de Philippe le Bon, duc de Bourgogne.

## Biographie
Michelle est la cinquième fille et le septième enfant de Charles VI de France et de son épouse Isabeau de Bavière. Elle voit le jour le 11 janvier 1395 à l'Hôtel Saint-Pol à Paris. Son prénom, assez inhabituel à l'époque pour les enfants royaux, lui aurait été donné en hommage à l'archange Michel, après que son père ait entrepris à la fin de l'année 1393 un pèlerinage au Mont-Saint-Michel. Michelle est le second enfant du couple royal, après sa sœur Marie, à naître alors que son père souffre depuis 1392 de crises de démence qui l'éloignent des affaires gouvernementales et le contraignent à déléguer son pouvoir à un conseil de régence.
Contrairement à des rumeurs récurrentes accusant Isabeau de Bavière d'avoir négligé ses enfants, les historiens modernes démontrent en réalité qu'elle est restée proche de ces derniers pendant leur enfance : elle les fait voyager avec elle, leur achète des présents et des textes de dévotion et fait en sorte que ses filles soient éduquées. Par ailleurs, dans le contexte d'une épidémie de peste qui éclate en juin 1399 à Paris, elle consent avec difficulté à se séparer de ses enfants pour les envoyer en sécurité loin de la capitale. Enfin, elle maintient des correspondances étroites avec ses filles après leurs mariages, dont Michelle,.
Des négociations sont entreprises très tôt par Louis de Bavière, l'oncle maternel de Michelle, pour la marier à Jean de Palatinat-Neumarkt, un des fils du roi de Germanie Robert Ier, mais le projet échoue. Finalement, en juin 1409, Isabeau de Bavière marie sa fille avec Philippe, comte de Charolais, le fils et héritier de Jean Ier de Bourgogne, afin de rapprocher la famille royale du clan bourguignon dans le contexte de la guerre civile entre Armagnacs et Bourguignons. Le mariage avait été négocié dès le 4 mai 1403, en même temps que celui du dauphin Louis, frère de Michelle, et de Marguerite, sœur de Philippe, célébré quant à lui le 31 août 1404.
Michelle apporte comme dot à son époux les villes de Péronne, de Roye et de Montdidier, situées dans la Somme, qui leur seront formellement confiées en 1418. En 1413, le couple comtal se rend en Flandre, où il demeure pendant les six années suivantes. Toutefois, à la mort de son père Jean Ier de Bourgogne le 10 septembre 1419, Philippe est appelé à régner sur son duché de Bourgogne, tandis qu'il confie à Michelle la gestion des comtés de Flandre et d'Artois en son absence. Michelle n'a qu'un seul enfant, une fille prénommée Agnès, mais qui meurt prématurément sans descendance.
Michelle semble être devenue mélancolique après que son frère, le dauphin Charles, ait été impliqué dans l'assassinat de son beau-père Jean en 1419. En l'absence de son époux, elle tombe malade et meurt à Gand le 8 juillet 1422, puis est inhumée au monastère Saint Bavon de Gand. Tant Philippe que les Gantois sont très chagrinés par la perte de Michelle, en raison de sa douceur. Après le trépas de Michelle, une de ses dames d'honneur et confidentes allemandes, la dame de Viesville, est accusée de l'avoir empoisonnée parce qu'elle aurait été renvoyée à Aire-sur-la-Lys peu avant sa mort, mais elle ne sera jamais poursuivie.